# Halfords
Halfords es un minorista británico de piezas de automóviles, mejora de automóviles, camping y equipo de turismo y bicicletas que operan en el Reino Unido e Irlanda.

## Historia
La empresa fue fundada por Frederick Rushbrooke en Birmingham en 1892 como una ferretería al por mayor. En 1902, Rushbrooke se trasladó a una tienda en Halford Street en Leicester, y la compañía fue nombrada después de esta calle, y comenzó a vender artículos de ciclismo. Abrió su tienda en 1931, y compró la Birmingham Bicycle Company en 1945. En 1968, abrió su tienda número 300. 
Se convirtió en una parte del aceite de Burmah en 1965, después de una batalla de adquisición entre las industrias de Burmah y de Smiths. Durante ese tiempo, Denis Thatcher, esposo de la futura primera ministra Margaret Thatcher, era un director no ejecutivo. Fue adquirida por Ward White Group en 1983 y posteriormente adquirida por el Boots Group en 1991. 
En julio de 2002, fue tomada por CVC Capital Partners. En junio de 2004, se presentó en la Bolsa de Londres. En 2003, dejó caer la marca azul, blanca y roja, a favor de un nuevo logotipo negro y naranja. El nuevo logotipo se había utilizado desde el año anterior, pero no entró en vigor hasta 2003.
El 11 de julio de 2005, entró en un acuerdo de colaboración con Autobacs Seven, un minorista de accesorios de automóviles con tiendas en todo el mundo y que es más conocido en otros países que no tienen establecimientos de Autobacs, siendo el patrocinio del título de Super GT y D1 Grand Prix. El 13 de diciembre de 2005, adquirió un 5% de la empresa en aproximadamente 7.500 millones de yenes.
En junio de 2007, abrió su primera tienda en Europa Central, en un pueblo cerca de Praga. En los próximos dos años, abrió cinco tiendas más en la República Checa y una en Polonia. La expansión fue vista como una oportunidad porque los coches en la carretera tienden a ser ligeramente más viejos allí, así que la gente sería más experta en el mantenimiento del coche.
En 2010, terminó estas actividades, después de que las pérdidas realizadas en los primeros años se considerarán demasiado altas y una nueva dirección quería centrarse en el mercado interno.
El 18 de febrero de 2010, la compañía anunció un acuerdo para comprar la cadena Nationwide Autocentre MOT, de la firma de capital privado Phoenix. El plan era volver a marcar los centros bajo el nombre Halfords, y abrir otros 200. En abril de 2015, hay más de 250 garajes que se ocupan de MOT, reparaciones de automóviles y servicio.
En junio de 2014, adquirió el fabricante británico de bicicletas Boardman Bikes Ltd, fundado por el ciclista profesional Chris Boardman, Sarah Mooney y Alan Ingarfield, por la suma no revelada. En marzo de 2015, se anunció que el 11 de mayo, Jill McDonald, jefe de McDonald's UK desde 2010, reemplazaría a Matt Davies.
El 3 de mayo de 2017, anunció que el consejero delegado ha dimitido del negocio para ocupar el cargo de director general. Ella permanecerá como CEO de Halfords hasta el final de su período de aviso en octubre de 2017.

### Operaciones
Desde 2010, ha operado alrededor de 465 tiendas, de las cuales aproximadamente 22 se encuentran en la República de Irlanda y las otras en el Reino Unido. 

### Patrocinio
El equipo ganó el campeonato general de los conductores de BTCC en 2005 y 2006, con el conductor Matt Neal. En marzo de 2007, patrocinó el equipo de carreras bajo el nombre de Team Halfords y en enero de 2008, empezó a patrocinar a un equipo mixto profesional de bicicletas Team Halfords Bikehut, encabezado por Nicole Cooke.